# Alveotingis minor
Alveotingis minor är en insektsart som beskrevs av Henry Fairfield Osborn och Drake 1917. Alveotingis minor ingår i släktet Alveotingis och familjen nätskinnbaggar. Inga underarter finns listade i Catalogue of Life.